# Llista de masies del Tarragonès
Per municipi

Llista de masies i altres construccions relacionades del Tarragonès ordenades per municipi.
Informació actualitzada per un bot. Els canvis manuals es perdran quan s'actualitzi!
| imatge | Nom                         | instància de                                                                 | Municipi              | Elevació s.n.m. en m | estat de conservació | coordenades                                                         | Protecció                                                                                        | Commons (més fotos)                 | WD                            |
| ------ | --------------------------- | ---------------------------------------------------------------------------- | --------------------- | -------------------- | -------------------- | ------------------------------------------------------------------- | ------------------------------------------------------------------------------------------------ | ----------------------------------- | ----------------------------- |
|        | Cal Pistraques              | masia                                                                        | Altafulla             |                      |                      | 41° 09′ 56″ N, 1° 23′ 10″ E / 41.1654213382924°N,1.38611154582743°E |                                                                                                  |                                     | Modifica les dades a Wikidata |
|        | Casa Rigol                  | masia                                                                        | Altafulla             |                      |                      | 41° 08′ 27″ N, 1° 22′ 40″ E / 41.14084935862°N,1.37781359731883°E   |                                                                                                  |                                     | Modifica les dades a Wikidata |
|        | Casablanca                  | masia                                                                        | Altafulla             |                      |                      | 41° 08′ 43″ N, 1° 23′ 13″ E / 41.1452306077687°N,1.38704769854741°E |                                                                                                  |                                     | Modifica les dades a Wikidata |
|        | la Fassina                  | masia                                                                        | Altafulla             |                      |                      | 41° 08′ 10″ N, 1° 22′ 33″ E / 41.136229082057°N,1.37593776929945°E  |                                                                                                  |                                     | Modifica les dades a Wikidata |
|        | Mas de la Casera            | masia                                                                        | Altafulla             |                      |                      | 41° 09′ 29″ N, 1° 22′ 59″ E / 41.1579637511653°N,1.38294550569416°E |                                                                                                  |                                     | Modifica les dades a Wikidata |
|        | vil·la romana dels Munts    | jaciment arqueològic vil·la romana ruïnes romanes                            | Altafulla             |                      |                      | 41° 08′ 09″ N, 1° 23′ 08″ E / 41.135872222222°N,1.3854555555556°E   | lloc component de Patrimoni de la Humanitat bé d'interès cultural bé cultural d'interès nacional | Vil·la romana dels Munts            | Modifica les dades a Wikidata |
|        | Clos Montserrat             | masia                                                                        | Constantí             |                      |                      | 41° 08′ 10″ N, 1° 11′ 26″ E / 41.136012°N,1.190619°E                | bé cultural d'interès local                                                                      | Clos Montserrat                     | Modifica les dades a Wikidata |
|        | la Ferrerota                | masia                                                                        | Constantí             |                      |                      | 41° 09′ 41″ N, 1° 13′ 35″ E / 41.161482585726°N,1.2265100658822°E   |                                                                                                  |                                     | Modifica les dades a Wikidata |
|        | Mas Antic de Caselles       | masia                                                                        | Constantí             |                      |                      | 41° 10′ 11″ N, 1° 08′ 57″ E / 41.1696100686987°N,1.14904582302896°E |                                                                                                  |                                     | Modifica les dades a Wikidata |
|        | Mas Bover                   | masia                                                                        | Constantí             |                      |                      | 41° 10′ 12″ N, 1° 10′ 10″ E / 41.169881°N,1.169583°E                | bé cultural d'interès local                                                                      | Mas Bover (Constantí)               | Modifica les dades a Wikidata |
|        | Mas d'Alemany               | masia                                                                        | Constantí             |                      |                      | 41° 08′ 10″ N, 1° 11′ 26″ E / 41.136°N,1.19061111°E                 |                                                                                                  |                                     | Modifica les dades a Wikidata |
|        | Mas d'en Calixt             | masia                                                                        | Constantí             |                      |                      | 41° 11′ 11″ N, 1° 10′ 11″ E / 41.1862803745992°N,1.1697518977453°E  |                                                                                                  |                                     | Modifica les dades a Wikidata |
|        | Mas de Bosc                 | masia                                                                        | Constantí             |                      |                      | 41° 09′ 24″ N, 1° 12′ 02″ E / 41.156574198672°N,1.2004233934231°E   |                                                                                                  |                                     | Modifica les dades a Wikidata |
|        | Mas de Carlos               | masia                                                                        | Constantí             |                      |                      | 41° 09′ 33″ N, 1° 11′ 36″ E / 41.1592682867881°N,1.19319626109049°E |                                                                                                  |                                     | Modifica les dades a Wikidata |
|        | Mas de Carretes             | masia                                                                        | Constantí             |                      |                      | 41° 10′ 46″ N, 1° 09′ 25″ E / 41.1794733514545°N,1.15692268702294°E |                                                                                                  |                                     | Modifica les dades a Wikidata |
|        | Mas de Caselles de Baix     | masia                                                                        | Constantí             |                      |                      | 41° 10′ 03″ N, 1° 09′ 01″ E / 41.1675751302865°N,1.15021165079418°E |                                                                                                  |                                     | Modifica les dades a Wikidata |
|        | Mas de Caterinet            | masia                                                                        | Constantí             |                      |                      | 41° 09′ 37″ N, 1° 11′ 50″ E / 41.1601674195762°N,1.19711658001707°E |                                                                                                  |                                     | Modifica les dades a Wikidata |
|        | Mas de Cavaller             | masia                                                                        | Constantí             |                      |                      | 41° 11′ 10″ N, 1° 11′ 03″ E / 41.186042191899°N,1.1841165861438°E   |                                                                                                  |                                     | Modifica les dades a Wikidata |
|        | Mas de Folch                | masia                                                                        | Constantí             |                      |                      | 41° 09′ 18″ N, 1° 10′ 09″ E / 41.15496°N,1.16914°E                  | bé cultural d'interès local                                                                      |                                     | Modifica les dades a Wikidata |
|        | Mas de Font                 | masia                                                                        | Constantí             |                      |                      | 41° 10′ 31″ N, 1° 09′ 38″ E / 41.1751899756971°N,1.16055954183125°E |                                                                                                  |                                     | Modifica les dades a Wikidata |
|        | Mas de Gavaldà              | masia                                                                        | Constantí             |                      |                      | 41° 08′ 31″ N, 1° 12′ 25″ E / 41.1419193322254°N,1.20698191074644°E |                                                                                                  |                                     | Modifica les dades a Wikidata |
|        | Mas de l'Abdó               | masia                                                                        | Constantí             |                      |                      | 41° 10′ 09″ N, 1° 09′ 27″ E / 41.1692953903622°N,1.15750603806506°E |                                                                                                  |                                     | Modifica les dades a Wikidata |
|        | Mas de l'Adrià              | masia                                                                        | Constantí             |                      |                      | 41° 10′ 55″ N, 1° 10′ 08″ E / 41.1819237090303°N,1.16880021978101°E |                                                                                                  |                                     | Modifica les dades a Wikidata |
|        | Mas de l'Aleu               | masia                                                                        | Constantí             |                      |                      | 41° 09′ 16″ N, 1° 09′ 34″ E / 41.1544393795381°N,1.15957872982826°E |                                                                                                  |                                     | Modifica les dades a Wikidata |
|        | Mas de l'Apelagós           | masia                                                                        | Constantí             |                      |                      | 41° 10′ 28″ N, 1° 10′ 46″ E / 41.1745609175978°N,1.17935284209002°E |                                                                                                  |                                     | Modifica les dades a Wikidata |
|        | Mas de l'Escardó            | masia                                                                        | Constantí             |                      |                      | 41° 10′ 40″ N, 1° 10′ 46″ E / 41.177863928359°N,1.1795739260055°E   |                                                                                                  |                                     | Modifica les dades a Wikidata |
|        | Mas de l'Oller              | masia                                                                        | Constantí             |                      |                      | 41° 10′ 15″ N, 1° 09′ 27″ E / 41.1708276681585°N,1.1575703791209°E  |                                                                                                  |                                     | Modifica les dades a Wikidata |
|        | Mas de l'Òdena              | masia                                                                        | Constantí             |                      |                      | 41° 10′ 07″ N, 1° 09′ 29″ E / 41.1685015304865°N,1.15799316358098°E |                                                                                                  |                                     | Modifica les dades a Wikidata |
|        | Mas de la Cansalada         | masia                                                                        | Constantí             |                      |                      | 41° 11′ 07″ N, 1° 10′ 48″ E / 41.1853449995865°N,1.18006753496328°E |                                                                                                  |                                     | Modifica les dades a Wikidata |
|        | Mas de la Closa             | masia                                                                        | Constantí             |                      |                      | 41° 09′ 22″ N, 1° 12′ 36″ E / 41.15615°N,1.21008°E                  | bé cultural d'interès local                                                                      |                                     | Modifica les dades a Wikidata |
|        | Mas de la Ferrerota         | masia                                                                        | Constantí             |                      |                      | 41° 09′ 42″ N, 1° 13′ 34″ E / 41.161729°N,1.226226°E                | bé cultural d'interès local                                                                      |                                     | Modifica les dades a Wikidata |
|        | Mas de la Llebre            | masia                                                                        | Constantí             |                      |                      | 41° 09′ 20″ N, 1° 10′ 37″ E / 41.1554443652276°N,1.17689073148177°E |                                                                                                  |                                     | Modifica les dades a Wikidata |
|        | Mas de la Mussara           | masia                                                                        | Constantí             |                      |                      | 41° 09′ 26″ N, 1° 09′ 45″ E / 41.1571597926949°N,1.16241058379536°E |                                                                                                  |                                     | Modifica les dades a Wikidata |
|        | Mas de la Sena              | masia                                                                        | Constantí             |                      |                      | 41° 09′ 34″ N, 1° 09′ 20″ E / 41.159533°N,1.155532°E                |                                                                                                  |                                     | Modifica les dades a Wikidata |
|        | Mas de les Beates           | masia                                                                        | Constantí             |                      |                      | 41° 08′ 35″ N, 1° 12′ 55″ E / 41.1429311934966°N,1.21529510685321°E |                                                                                                  |                                     | Modifica les dades a Wikidata |
|        | Mas de Llaurador            | masia                                                                        | Constantí             |                      |                      | 41° 10′ 50″ N, 1° 09′ 44″ E / 41.1806499889609°N,1.16235004502273°E |                                                                                                  |                                     | Modifica les dades a Wikidata |
|        | Mas de Montaner             | masia                                                                        | Constantí             |                      |                      | 41° 08′ 46″ N, 1° 13′ 36″ E / 41.1462488284292°N,1.2265610638322°E  |                                                                                                  |                                     | Modifica les dades a Wikidata |
|        | Mas de Montserrat           | masia                                                                        | Constantí             |                      |                      | 41° 10′ 48″ N, 1° 10′ 51″ E / 41.1801144370921°N,1.18080848863082°E |                                                                                                  |                                     | Modifica les dades a Wikidata |
|        | Mas de Peregiró             | masia                                                                        | Constantí             |                      |                      | 41° 09′ 32″ N, 1° 11′ 57″ E / 41.1587951192299°N,1.19921605274601°E |                                                                                                  |                                     | Modifica les dades a Wikidata |
|        | Mas de Porta                | masia                                                                        | Constantí             |                      |                      | 41° 10′ 04″ N, 1° 09′ 55″ E / 41.1677969354769°N,1.16520056826071°E |                                                                                                  |                                     | Modifica les dades a Wikidata |
|        | Mas de Roig                 | masia                                                                        | Constantí             |                      |                      | 41° 08′ 42″ N, 1° 11′ 52″ E / 41.1450553360328°N,1.19784049025739°E |                                                                                                  |                                     | Modifica les dades a Wikidata |
|        | Mas de Salín                | masia                                                                        | Constantí             |                      |                      | 41° 09′ 56″ N, 1° 11′ 51″ E / 41.1654877006207°N,1.19749517462481°E |                                                                                                  |                                     | Modifica les dades a Wikidata |
|        | Mas de Sanaüja              | masia                                                                        | Constantí             |                      |                      | 41° 10′ 10″ N, 1° 12′ 09″ E / 41.169501398699°N,1.20245121978849°E  |                                                                                                  |                                     | Modifica les dades a Wikidata |
|        | Mas de Sant Ramon           | masia                                                                        | Constantí             | 120                  |                      | 41° 10′ 40″ N, 1° 10′ 23″ E / 41.177645°N,1.172998°E                | bé cultural d'interès local                                                                      | Mas de Sant Ramon                   | Modifica les dades a Wikidata |
|        | Mas de Santamaria           | masia                                                                        | Constantí             |                      |                      | 41° 10′ 44″ N, 1° 10′ 57″ E / 41.1788696104022°N,1.18240470941586°E |                                                                                                  |                                     | Modifica les dades a Wikidata |
|        | Mas de Santper              | masia                                                                        | Constantí             |                      |                      | 41° 10′ 32″ N, 1° 09′ 42″ E / 41.1756116818561°N,1.16158489054359°E |                                                                                                  |                                     | Modifica les dades a Wikidata |
|        | Mas de Segarra              | masia                                                                        | Constantí             |                      |                      | 41° 08′ 16″ N, 1° 10′ 59″ E / 41.1377784063863°N,1.183003739337°E   |                                                                                                  |                                     | Modifica les dades a Wikidata |
|        | Mas de Serapi               | masia                                                                        | Constantí             |                      |                      | 41° 09′ 07″ N, 1° 12′ 21″ E / 41.1519447877971°N,1.20583875890763°E |                                                                                                  |                                     | Modifica les dades a Wikidata |
|        | Mas de Simó                 | masia                                                                        | Constantí             |                      |                      | 41° 08′ 49″ N, 1° 12′ 33″ E / 41.1469599909149°N,1.20907287347058°E |                                                                                                  |                                     | Modifica les dades a Wikidata |
|        | Mas de Valent               | masia                                                                        | Constantí             |                      |                      | 41° 08′ 27″ N, 1° 12′ 36″ E / 41.1408227498297°N,1.21002627947724°E |                                                                                                  |                                     | Modifica les dades a Wikidata |
|        | Mas de Ventura              | masia                                                                        | Constantí             |                      |                      | 41° 09′ 46″ N, 1° 10′ 49″ E / 41.1627°N,1.18026°E                   | bé cultural d'interès local                                                                      |                                     | Modifica les dades a Wikidata |
|        | Mas de Vidal                | masia                                                                        | Constantí             |                      |                      | 41° 11′ 02″ N, 1° 10′ 07″ E / 41.183996142074°N,1.1686736442212°E   |                                                                                                  |                                     | Modifica les dades a Wikidata |
|        | Mas del Barber              | masia                                                                        | Constantí             |                      |                      | 41° 09′ 08″ N, 1° 10′ 12″ E / 41.1523°N,1.16999°E                   | bé cultural d'interès local                                                                      |                                     | Modifica les dades a Wikidata |
|        | Mas del Ferro Vell          | masia                                                                        | Constantí             |                      |                      | 41° 10′ 35″ N, 1° 09′ 29″ E / 41.1764998953193°N,1.15798362202554°E |                                                                                                  |                                     | Modifica les dades a Wikidata |
|        | Mas del Gandó               | masia                                                                        | Constantí             |                      |                      | 41° 09′ 07″ N, 1° 09′ 32″ E / 41.1518608599731°N,1.15886434799689°E |                                                                                                  |                                     | Modifica les dades a Wikidata |
|        | Mas del Nadal               | masia                                                                        | Constantí             |                      |                      | 41° 09′ 13″ N, 1° 09′ 29″ E / 41.1535688772932°N,1.15808959216119°E |                                                                                                  |                                     | Modifica les dades a Wikidata |
|        | Mas del Pèl                 | masia                                                                        | Constantí             |                      |                      | 41° 10′ 28″ N, 1° 10′ 03″ E / 41.1743262999692°N,1.16740253896746°E |                                                                                                  |                                     | Modifica les dades a Wikidata |
|        | Mas del Simonet             | masia                                                                        | Constantí             |                      |                      | 41° 10′ 30″ N, 1° 11′ 15″ E / 41.175066337645°N,1.18740948317748°E  |                                                                                                  |                                     | Modifica les dades a Wikidata |
|        | Mas dels Frares             | masia                                                                        | Constantí             |                      |                      | 41° 08′ 54″ N, 1° 11′ 54″ E / 41.148346°N,1.198463°E                | bé cultural d'interès local                                                                      | Mas dels Frares                     | Modifica les dades a Wikidata |
|        | Mas dels Indis              | masia                                                                        | Constantí             |                      |                      | 41° 10′ 48″ N, 1° 09′ 40″ E / 41.1800359834427°N,1.16112731868499°E |                                                                                                  |                                     | Modifica les dades a Wikidata |
|        | Mas Giró                    | masia                                                                        | Constantí             |                      |                      | 41° 09′ 45″ N, 1° 09′ 15″ E / 41.1624224534682°N,1.15411103519869°E |                                                                                                  |                                     | Modifica les dades a Wikidata |
|        | Mas Nou                     | masia                                                                        | Constantí             |                      |                      | 41° 10′ 14″ N, 1° 08′ 50″ E / 41.1706883416127°N,1.14720357135567°E |                                                                                                  |                                     | Modifica les dades a Wikidata |
|        | Mas Vell dels Frares        | masia                                                                        | Constantí             |                      |                      | 41° 08′ 48″ N, 1° 11′ 53″ E / 41.1465348997425°N,1.19799062456296°E |                                                                                                  |                                     | Modifica les dades a Wikidata |
|        | Mas Vermell                 | masia                                                                        | Constantí             |                      |                      | 41° 08′ 50″ N, 1° 10′ 28″ E / 41.147158310222°N,1.174465728818°E    |                                                                                                  |                                     | Modifica les dades a Wikidata |
|        | Maset de l'Asat             | masia                                                                        | Constantí             |                      |                      | 41° 10′ 22″ N, 1° 11′ 10″ E / 41.1728383507274°N,1.18606426360198°E |                                                                                                  |                                     | Modifica les dades a Wikidata |
|        | Maset del Cabaler           | masia                                                                        | Constantí             |                      |                      | 41° 10′ 13″ N, 1° 10′ 48″ E / 41.1703918108333°N,1.18000471562567°E |                                                                                                  |                                     | Modifica les dades a Wikidata |
|        | vil·la romana de Centcelles | mausoleu vil·la romana jaciment arqueològic estructura romana ruïnes romanes | Constantí             |                      |                      | 41° 09′ 21″ N, 1° 13′ 34″ E / 41.155781°N,1.226134°E                | bé d'interès cultural lloc component de Patrimoni de la Humanitat bé cultural d'interès nacional | Centcelles villa and mausoleum      | Modifica les dades a Wikidata |
|        | Casa d'Ivori                | masia                                                                        | Creixell              |                      |                      | 41° 10′ 03″ N, 1° 26′ 28″ E / 41.167377643201°N,1.44115767199244°E  |                                                                                                  |                                     | Modifica les dades a Wikidata |
|        | la Masieta                  | masia                                                                        | Creixell              |                      |                      | 41° 10′ 42″ N, 1° 25′ 28″ E / 41.1783373622467°N,1.42443353359442°E |                                                                                                  |                                     | Modifica les dades a Wikidata |
|        | mas Gibert                  | masia                                                                        | Creixell              | 146                  |                      | 41° 11′ 54″ N, 1° 25′ 16″ E / 41.198426°N,1.421122°E                | bé cultural d'interès local                                                                      | Mas Gibert                          | Modifica les dades a Wikidata |
|        | mas Mercader                | masia                                                                        | Creixell              | 95                   |                      | 41° 11′ 07″ N, 1° 25′ 06″ E / 41.185201°N,1.418269°E                | bé cultural d'interès local                                                                      | Mas Mercader                        | Modifica les dades a Wikidata |
|        | Masia de Pastorel           | masia                                                                        | Creixell              |                      |                      | 41° 10′ 02″ N, 1° 27′ 05″ E / 41.1671828981417°N,1.45142538121339°E |                                                                                                  |                                     | Modifica les dades a Wikidata |
|        | Cup d'en Calixto            | masia                                                                        | el Catllar            |                      |                      | 41° 10′ 35″ N, 1° 18′ 25″ E / 41.1764172690424°N,1.3069208518319°E  |                                                                                                  |                                     | Modifica les dades a Wikidata |
|        | l'Holandès                  | masia                                                                        | el Catllar            |                      |                      | 41° 10′ 32″ N, 1° 16′ 50″ E / 41.1756499173069°N,1.28066588881908°E |                                                                                                  |                                     | Modifica les dades a Wikidata |
|        | Mas d'en Bernat             | masia                                                                        | el Catllar            |                      |                      | 41° 11′ 17″ N, 1° 18′ 46″ E / 41.188000357236°N,1.3128359383669°E   |                                                                                                  |                                     | Modifica les dades a Wikidata |
|        | Mas d'en Roget              | masia                                                                        | el Catllar            |                      |                      | 41° 10′ 41″ N, 1° 19′ 30″ E / 41.1780418062778°N,1.3250001966644°E  |                                                                                                  |                                     | Modifica les dades a Wikidata |
|        | Mas d'en Ros                | masia                                                                        | el Catllar            |                      |                      | 41° 13′ 20″ N, 1° 18′ 48″ E / 41.2222780517488°N,1.31333758660546°E |                                                                                                  |                                     | Modifica les dades a Wikidata |
|        | Mas d'en Terres             | masia                                                                        | el Catllar            |                      |                      | 41° 11′ 36″ N, 1° 20′ 00″ E / 41.1933486475571°N,1.33329110964081°E |                                                                                                  |                                     | Modifica les dades a Wikidata |
|        | Mas d'Estiles               | masia                                                                        | el Catllar            |                      |                      | 41° 11′ 43″ N, 1° 17′ 05″ E / 41.1953918631357°N,1.28474037730839°E |                                                                                                  |                                     | Modifica les dades a Wikidata |
|        | Mas de Benet                | masia                                                                        | el Catllar            |                      |                      | 41° 10′ 56″ N, 1° 18′ 52″ E / 41.18211341715°N,1.31452378730132°E   |                                                                                                  |                                     | Modifica les dades a Wikidata |
|        | Mas de Blanc                | masia                                                                        | el Catllar            |                      |                      | 41° 10′ 19″ N, 1° 18′ 38″ E / 41.1718662678885°N,1.31044737950241°E |                                                                                                  |                                     | Modifica les dades a Wikidata |
|        | Mas de Brulles              | masia                                                                        | el Catllar            |                      |                      | 41° 11′ 46″ N, 1° 17′ 20″ E / 41.1961912000707°N,1.28882174141341°E |                                                                                                  |                                     | Modifica les dades a Wikidata |
|        | Mas de Calitja              | masia                                                                        | el Catllar            |                      |                      | 41° 10′ 36″ N, 1° 18′ 17″ E / 41.1765394786382°N,1.30481951060619°E |                                                                                                  |                                     | Modifica les dades a Wikidata |
|        | Mas de Calitxa              | masia                                                                        | el Catllar            |                      |                      | 41° 09′ 48″ N, 1° 16′ 43″ E / 41.1633155138627°N,1.27864033277883°E |                                                                                                  |                                     | Modifica les dades a Wikidata |
|        | Mas de Canyelles            | masia                                                                        | el Catllar            |                      |                      | 41° 11′ 04″ N, 1° 18′ 25″ E / 41.184311308757°N,1.3069692299187°E   |                                                                                                  |                                     | Modifica les dades a Wikidata |
|        | Mas de Cargol Caigut        | masia                                                                        | el Catllar            |                      |                      | 41° 10′ 21″ N, 1° 17′ 12″ E / 41.1724522978849°N,1.28670991461173°E |                                                                                                  |                                     | Modifica les dades a Wikidata |
|        | Mas de Cosme                | masia                                                                        | el Catllar            |                      |                      | 41° 11′ 24″ N, 1° 17′ 37″ E / 41.1900190626207°N,1.29353746653558°E |                                                                                                  |                                     | Modifica les dades a Wikidata |
|        | Mas de Gerembí              | masia                                                                        | el Catllar            |                      |                      | 41° 11′ 49″ N, 1° 17′ 42″ E / 41.1968956038997°N,1.29501644052006°E |                                                                                                  |                                     | Modifica les dades a Wikidata |
|        | Mas de la Cova              | masia                                                                        | el Catllar            |                      |                      | 41° 09′ 50″ N, 1° 17′ 35″ E / 41.1637552178165°N,1.2930510768958°E  |                                                                                                  |                                     | Modifica les dades a Wikidata |
|        | Mas de la Plana             | masia                                                                        | el Catllar            |                      |                      | 41° 11′ 02″ N, 1° 18′ 26″ E / 41.1839694682317°N,1.30719128854465°E |                                                                                                  |                                     | Modifica les dades a Wikidata |
|        | Mas de Magí                 | masia                                                                        | el Catllar            |                      |                      | 41° 10′ 55″ N, 1° 17′ 58″ E / 41.1820275058712°N,1.29949165363491°E |                                                                                                  |                                     | Modifica les dades a Wikidata |
|        | Mas de Manyer               | masia                                                                        | el Catllar            |                      |                      | 41° 10′ 50″ N, 1° 19′ 13″ E / 41.1804337805933°N,1.32039685182492°E |                                                                                                  |                                     | Modifica les dades a Wikidata |
|        | Mas de Miró                 | masia                                                                        | el Catllar            |                      |                      | 41° 11′ 54″ N, 1° 17′ 49″ E / 41.1983738197645°N,1.29691000230574°E |                                                                                                  |                                     | Modifica les dades a Wikidata |
|        | Mas de Moragues             | masia                                                                        | el Catllar            |                      |                      | 41° 11′ 55″ N, 1° 18′ 42″ E / 41.1987269389666°N,1.31171241871405°E |                                                                                                  |                                     | Modifica les dades a Wikidata |
|        | Mas de Neri                 | masia                                                                        | el Catllar            |                      |                      | 41° 11′ 07″ N, 1° 18′ 18″ E / 41.1852530184901°N,1.30504782890524°E |                                                                                                  |                                     | Modifica les dades a Wikidata |
|        | Mas de Pasqual              | masia                                                                        | el Catllar            |                      |                      | 41° 11′ 13″ N, 1° 19′ 24″ E / 41.1870049916554°N,1.32319783888755°E |                                                                                                  |                                     | Modifica les dades a Wikidata |
|        | Mas de Pleix                | masia                                                                        | el Catllar            |                      |                      | 41° 11′ 18″ N, 1° 17′ 25″ E / 41.1883320752851°N,1.2903261149965°E  |                                                                                                  |                                     | Modifica les dades a Wikidata |
|        | Mas de Rabassó              | masia                                                                        | el Catllar            |                      |                      | 41° 10′ 39″ N, 1° 17′ 25″ E / 41.1774427802122°N,1.29037094466951°E |                                                                                                  |                                     | Modifica les dades a Wikidata |
|        | Mas de Salort               | masia                                                                        | el Catllar            |                      |                      | 41° 10′ 01″ N, 1° 17′ 44″ E / 41.167028071921°N,1.295494606975°E    |                                                                                                  |                                     | Modifica les dades a Wikidata |
|        | Mas de Teret                | masia                                                                        | el Catllar            |                      |                      | 41° 11′ 18″ N, 1° 18′ 23″ E / 41.1882362051274°N,1.30638979472175°E |                                                                                                  |                                     | Modifica les dades a Wikidata |
|        | Mas de Tocaboires           | masia                                                                        | el Catllar            |                      |                      | 41° 11′ 55″ N, 1° 17′ 27″ E / 41.1985430713036°N,1.29070433310744°E |                                                                                                  |                                     | Modifica les dades a Wikidata |
|        | Mas de Tolosa               | masia                                                                        | el Catllar            |                      |                      | 41° 09′ 45″ N, 1° 17′ 20″ E / 41.1625115069236°N,1.28875676212354°E |                                                                                                  |                                     | Modifica les dades a Wikidata |
|        | Mas de Toni                 | masia                                                                        | el Catllar            |                      |                      | 41° 09′ 48″ N, 1° 19′ 20″ E / 41.1633013044313°N,1.32222902765417°E |                                                                                                  |                                     | Modifica les dades a Wikidata |
|        | Mas de Ventós               | masia                                                                        | el Catllar            |                      |                      | 41° 10′ 54″ N, 1° 18′ 16″ E / 41.1816862609377°N,1.30444831449813°E |                                                                                                  |                                     | Modifica les dades a Wikidata |
|        | Mas de Vicenç               | masia                                                                        | el Catllar            |                      |                      | 41° 12′ 09″ N, 1° 18′ 12″ E / 41.2025683019586°N,1.30342031479115°E |                                                                                                  |                                     | Modifica les dades a Wikidata |
|        | Mas de Xiviu                | masia                                                                        | el Catllar            |                      |                      | 41° 10′ 48″ N, 1° 18′ 25″ E / 41.1799478957042°N,1.30690143962382°E |                                                                                                  |                                     | Modifica les dades a Wikidata |
|        | Mas dels Cocons             | masia                                                                        | el Catllar            |                      |                      | 41° 10′ 03″ N, 1° 18′ 59″ E / 41.1675314892078°N,1.31644720945869°E |                                                                                                  |                                     | Modifica les dades a Wikidata |
|        | Mas Vilet dels Pins         | masia                                                                        | el Catllar            |                      |                      | 41° 10′ 30″ N, 1° 18′ 03″ E / 41.1751099189627°N,1.30071968750758°E |                                                                                                  |                                     | Modifica les dades a Wikidata |
|        | Masia de Boronat            | masia                                                                        | el Catllar            |                      |                      | 41° 10′ 47″ N, 1° 20′ 06″ E / 41.1795933636374°N,1.33509446585856°E |                                                                                                  |                                     | Modifica les dades a Wikidata |
|        | Masia de Queralt            | masia                                                                        | el Catllar            |                      |                      | 41° 10′ 21″ N, 1° 19′ 12″ E / 41.1725480802498°N,1.32010957743449°E |                                                                                                  |                                     | Modifica les dades a Wikidata |
|        | Masieta de Salort           | masia                                                                        | el Catllar            |                      |                      | 41° 10′ 51″ N, 1° 17′ 18″ E / 41.1809436403783°N,1.28834846190135°E |                                                                                                  |                                     | Modifica les dades a Wikidata |
|        | Casa Peris                  | masia                                                                        | el Morell             |                      |                      | 41° 11′ 27″ N, 1° 12′ 38″ E / 41.1908040299135°N,1.21056112518159°E |                                                                                                  |                                     | Modifica les dades a Wikidata |
|        | el Masetet                  | masia                                                                        | el Morell             |                      |                      | 41° 11′ 40″ N, 1° 12′ 09″ E / 41.1944905354457°N,1.20262615825276°E |                                                                                                  |                                     | Modifica les dades a Wikidata |
|        | la Sínia                    | masia                                                                        | el Morell             |                      |                      | 41° 11′ 44″ N, 1° 12′ 42″ E / 41.195564°N,1.211613°E                | bé cultural d'interès local                                                                      |                                     | Modifica les dades a Wikidata |
|        | Mas de Galliner             | masia                                                                        | el Morell             |                      |                      | 41° 11′ 35″ N, 1° 11′ 41″ E / 41.1931308025396°N,1.19459049206304°E |                                                                                                  |                                     | Modifica les dades a Wikidata |
|        | Mas de Marxant              | masia                                                                        | el Morell             | 106                  |                      | 41° 12′ 01″ N, 1° 12′ 15″ E / 41.20016472°N,1.20418889°E            |                                                                                                  |                                     | Modifica les dades a Wikidata |
|        | Mas de Mercader             | masia                                                                        | el Morell             |                      |                      | 41° 11′ 42″ N, 1° 12′ 46″ E / 41.1950427497924°N,1.21263983074014°E |                                                                                                  |                                     | Modifica les dades a Wikidata |
|        | Mas de Mestre               | masia                                                                        | el Morell             |                      |                      | 41° 11′ 43″ N, 1° 11′ 47″ E / 41.19521°N,1.196439°E                 | bé cultural d'interès local                                                                      |                                     | Modifica les dades a Wikidata |
|        | Mas de Petet                | masia                                                                        | el Morell             |                      |                      | 41° 13′ 01″ N, 1° 13′ 54″ E / 41.2170089216219°N,1.23171245442159°E |                                                                                                  |                                     | Modifica les dades a Wikidata |
|        | Mas del Calero              | masia                                                                        | el Morell             |                      |                      | 41° 11′ 34″ N, 1° 12′ 22″ E / 41.1927692698198°N,1.20603593792801°E |                                                                                                  |                                     | Modifica les dades a Wikidata |
|        | Mas del Maset               | masia                                                                        | el Morell             |                      |                      | 41° 11′ 34″ N, 1° 12′ 52″ E / 41.1926838123646°N,1.21444497643574°E |                                                                                                  |                                     | Modifica les dades a Wikidata |
|        | Casa Bofarull               | masia                                                                        | els Pallaresos        |                      |                      | 41° 10′ 30″ N, 1° 16′ 08″ E / 41.175058°N,1.268996°E                | bé cultural d'interès local bé cultural d'interès nacional                                       | Casa Bofarull                       | Modifica les dades a Wikidata |
|        | Casa dels masovers          | masia                                                                        | els Pallaresos        |                      |                      | 41° 10′ 31″ N, 1° 16′ 08″ E / 41.175352°N,1.268996°E                | bé integrant del patrimoni cultural català                                                       | Casa dels Masovers (els Pallaresos) | Modifica les dades a Wikidata |
|        | Mas de Garrut               | masia                                                                        | els Pallaresos        |                      |                      | 41° 10′ 05″ N, 1° 14′ 16″ E / 41.168117786067°N,1.23764098744393°E  |                                                                                                  |                                     | Modifica les dades a Wikidata |
|        | la Boella                   | masia                                                                        | la Canonja            | 55                   |                      | 41° 08′ 04″ N, 1° 10′ 07″ E / 41.13443°N,1.16871°E                  | bé cultural d'interès local                                                                      | La Boella                           | Modifica les dades a Wikidata |
|        | els Casalots                | masia                                                                        | la Nou de Gaià        |                      |                      | 41° 10′ 58″ N, 1° 23′ 21″ E / 41.1829112362633°N,1.3891397286905°E  |                                                                                                  |                                     | Modifica les dades a Wikidata |
|        | la Caseta del Dalmau        | masia                                                                        | la Nou de Gaià        |                      |                      | 41° 10′ 48″ N, 1° 22′ 31″ E / 41.179959479824°N,1.37522728967646°E  |                                                                                                  |                                     | Modifica les dades a Wikidata |
|        | la Casilla                  | masia                                                                        | la Nou de Gaià        |                      |                      | 41° 11′ 30″ N, 1° 23′ 03″ E / 41.1915434866193°N,1.38421798348197°E |                                                                                                  |                                     | Modifica les dades a Wikidata |
|        | Molí de Vent                | masia                                                                        | la Nou de Gaià        |                      |                      | 41° 10′ 52″ N, 1° 22′ 35″ E / 41.1810136371979°N,1.37652461911791°E |                                                                                                  |                                     | Modifica les dades a Wikidata |
|        | Cal Foix                    | masia                                                                        | la Pobla de Mafumet   |                      |                      | 41° 11′ 16″ N, 1° 12′ 34″ E / 41.1878058853066°N,1.20948619925352°E |                                                                                                  |                                     | Modifica les dades a Wikidata |
|        | Casa Balei                  | masia                                                                        | la Pobla de Mafumet   |                      |                      | 41° 11′ 17″ N, 1° 12′ 41″ E / 41.1880229331109°N,1.21128074167798°E |                                                                                                  |                                     | Modifica les dades a Wikidata |
|        | el Tancat                   | masia                                                                        | la Pobla de Mafumet   |                      |                      | 41° 11′ 04″ N, 1° 12′ 38″ E / 41.1843923960921°N,1.21066419535488°E |                                                                                                  |                                     | Modifica les dades a Wikidata |
|        | mas Blanc                   | masia                                                                        | la Pobla de Mafumet   |                      |                      | 41° 10′ 45″ N, 1° 12′ 28″ E / 41.1793°N,1.20766°E                   |                                                                                                  |                                     | Modifica les dades a Wikidata |
|        | Mas Blau                    | masia                                                                        | la Pobla de Mafumet   |                      |                      | 41° 11′ 20″ N, 1° 13′ 07″ E / 41.1890106596259°N,1.21863464705603°E |                                                                                                  |                                     | Modifica les dades a Wikidata |
|        | Mas de Balcells             | masia                                                                        | la Pobla de Mafumet   |                      |                      | 41° 11′ 26″ N, 1° 13′ 01″ E / 41.1904900883931°N,1.21703248872359°E |                                                                                                  |                                     | Modifica les dades a Wikidata |
|        | Mas de Jofrè                | masia                                                                        | la Pobla de Mafumet   |                      |                      | 41° 11′ 20″ N, 1° 11′ 37″ E / 41.1887540604324°N,1.19349454916656°E |                                                                                                  |                                     | Modifica les dades a Wikidata |
|        | Mas de Montserrat           | masia                                                                        | la Pobla de Mafumet   |                      |                      | 41° 11′ 22″ N, 1° 12′ 49″ E / 41.1894450090465°N,1.21353139908196°E |                                                                                                  |                                     | Modifica les dades a Wikidata |
|        | Mas de Vallets              | masia                                                                        | la Pobla de Mafumet   | 124                  |                      | 41° 11′ 34″ N, 1° 11′ 11″ E / 41.192875°N,1.18635833°E              |                                                                                                  |                                     | Modifica les dades a Wikidata |
|        | Cal Biscamps                | masia                                                                        | la Pobla de Montornès |                      |                      | 41° 10′ 31″ N, 1° 25′ 01″ E / 41.1752622365371°N,1.41694906082177°E |                                                                                                  |                                     | Modifica les dades a Wikidata |
|        | Mas Barral                  | masia                                                                        | la Pobla de Montornès | 175                  | ruïnós               | 41° 12′ 14″ N, 1° 24′ 12″ E / 41.20387°N,1.4033°E                   | bé cultural d'interès local                                                                      | Mas Barral                          | Modifica les dades a Wikidata |
|        | mas d'en Boada              | masia                                                                        | la Pobla de Montornès | 68                   |                      | 41° 10′ 32″ N, 1° 23′ 22″ E / 41.175591°N,1.389417°E                | bé cultural d'interès local                                                                      | Mas d'en Boada                      | Modifica les dades a Wikidata |
|        | Mas d'en Secalló            | masia                                                                        | la Pobla de Montornès |                      |                      | 41° 09′ 48″ N, 1° 25′ 08″ E / 41.16333°N,1.41879°E                  | bé cultural d'interès local                                                                      |                                     | Modifica les dades a Wikidata |
|        | Mas d'en Secalló            | masia                                                                        | la Pobla de Montornès |                      |                      | 41° 09′ 45″ N, 1° 25′ 06″ E / 41.16247627459°N,1.4183775421188°E    |                                                                                                  |                                     | Modifica les dades a Wikidata |
|        | Mas de la Trunyella         | masia                                                                        | la Pobla de Montornès |                      |                      | 41° 12′ 44″ N, 1° 24′ 34″ E / 41.21223°N,1.40958°E                  | bé cultural d'interès local                                                                      |                                     | Modifica les dades a Wikidata |
|        | Mas Mercader                | masia                                                                        | la Pobla de Montornès |                      |                      | 41° 11′ 07″ N, 1° 25′ 05″ E / 41.18525°N,1.41807°E                  | bé cultural d'interès local                                                                      | Mas Mercader                        | Modifica les dades a Wikidata |
|        | Mas Soler                   | masia casa forta                                                             | la Pobla de Montornès | 116                  |                      | 41° 11′ 17″ N, 1° 24′ 26″ E / 41.18802°N,1.407317°E                 | bé d'interès cultural bé cultural d'interès nacional                                             | Mas Soler (la Pobla de Montornès)   | Modifica les dades a Wikidata |
|        | Masia del Pujol             | masia                                                                        | la Pobla de Montornès |                      |                      | 41° 09′ 43″ N, 1° 25′ 31″ E / 41.1620261511832°N,1.42519383565549°E |                                                                                                  |                                     | Modifica les dades a Wikidata |
|        | Rubials                     | masia                                                                        | la Pobla de Montornès |                      |                      | 41° 11′ 24″ N, 1° 23′ 21″ E / 41.189993324023°N,1.3890978280896°E   |                                                                                                  | Rubials                             | Modifica les dades a Wikidata |
|        | el Maset                    | masia                                                                        | la Riera de Gaià      |                      |                      | 41° 09′ 37″ N, 1° 20′ 15″ E / 41.1603435042582°N,1.337524578618°E   |                                                                                                  |                                     | Modifica les dades a Wikidata |
|        | Mas de Benet                | masia                                                                        | la Riera de Gaià      |                      |                      | 41° 09′ 15″ N, 1° 22′ 07″ E / 41.1540336373788°N,1.36869340695205°E |                                                                                                  |                                     | Modifica les dades a Wikidata |
|        | Mas de Cendrós              | masia                                                                        | la Riera de Gaià      |                      |                      | 41° 10′ 03″ N, 1° 21′ 25″ E / 41.1675577314788°N,1.35692668652466°E |                                                                                                  |                                     | Modifica les dades a Wikidata |
|        | Mas de Damià                | masia                                                                        | la Riera de Gaià      |                      |                      | 41° 09′ 44″ N, 1° 20′ 17″ E / 41.1621250683348°N,1.33801589839621°E |                                                                                                  |                                     | Modifica les dades a Wikidata |
|        | Mas de la Farigola          | masia                                                                        | la Riera de Gaià      |                      |                      | 41° 10′ 15″ N, 1° 20′ 32″ E / 41.1709412056194°N,1.34223943109367°E |                                                                                                  |                                     | Modifica les dades a Wikidata |
|        | Virgili                     | masia                                                                        | la Riera de Gaià      |                      |                      | 41° 10′ 00″ N, 1° 22′ 06″ E / 41.1667830905862°N,1.36832948043109°E |                                                                                                  |                                     | Modifica les dades a Wikidata |
|        | Can Puig                    | masia                                                                        | la Secuita            |                      |                      | 41° 12′ 18″ N, 1° 16′ 36″ E / 41.2050795721476°N,1.27661571906859°E |                                                                                                  |                                     | Modifica les dades a Wikidata |
|        | Casa dels Frares            | masia                                                                        | la Secuita            |                      |                      | 41° 12′ 45″ N, 1° 17′ 38″ E / 41.2124635535932°N,1.29401578627625°E |                                                                                                  |                                     | Modifica les dades a Wikidata |
|        | el Pontarró                 | masia                                                                        | la Secuita            |                      |                      | 41° 13′ 54″ N, 1° 16′ 33″ E / 41.2315770753341°N,1.27587211235636°E |                                                                                                  |                                     | Modifica les dades a Wikidata |
|        | el Refugi                   | masia                                                                        | la Secuita            |                      |                      | 41° 12′ 24″ N, 1° 16′ 46″ E / 41.2065458658593°N,1.27949934577717°E |                                                                                                  |                                     | Modifica les dades a Wikidata |
|        | el Xalet                    | masia                                                                        | la Secuita            |                      |                      | 41° 12′ 36″ N, 1° 17′ 31″ E / 41.2100442824398°N,1.29183625571638°E |                                                                                                  |                                     | Modifica les dades a Wikidata |
|        | Hort de Trifon              | masia                                                                        | la Secuita            |                      |                      | 41° 13′ 06″ N, 1° 16′ 37″ E / 41.2183160060062°N,1.2769243204223°E  |                                                                                                  |                                     | Modifica les dades a Wikidata |
|        | la Rebollosa                | masia                                                                        | la Secuita            |                      |                      | 41° 12′ 48″ N, 1° 18′ 21″ E / 41.2134109797604°N,1.30571663261352°E |                                                                                                  |                                     | Modifica les dades a Wikidata |
|        | la Tallada                  | masia                                                                        | la Secuita            |                      |                      | 41° 12′ 57″ N, 1° 16′ 24″ E / 41.215736°N,1.273384°E                | bé cultural d'interès local                                                                      |                                     | Modifica les dades a Wikidata |
|        | Mas de Garcia               | masia                                                                        | la Secuita            |                      |                      | 41° 11′ 52″ N, 1° 16′ 58″ E / 41.1977950136821°N,1.28280533586719°E |                                                                                                  |                                     | Modifica les dades a Wikidata |
|        | Mas de Gibert               | masia                                                                        | la Secuita            |                      |                      | 41° 10′ 58″ N, 1° 16′ 11″ E / 41.1826743402913°N,1.2697517504903°E  |                                                                                                  |                                     | Modifica les dades a Wikidata |
|        | Mas de Giner                | masia                                                                        | la Secuita            | 157                  |                      | 41° 13′ 19″ N, 1° 16′ 49″ E / 41.22198611°N,1.28021667°E            |                                                                                                  |                                     | Modifica les dades a Wikidata |
|        | Mas de l'Estudiant          | masia                                                                        | la Secuita            |                      |                      | 41° 12′ 00″ N, 1° 15′ 50″ E / 41.1998638045385°N,1.2639920231147°E  |                                                                                                  |                                     | Modifica les dades a Wikidata |
|        | Mas de l'Hereuet            | masia                                                                        | la Secuita            |                      |                      | 41° 11′ 25″ N, 1° 16′ 25″ E / 41.1903796072255°N,1.27361494162983°E |                                                                                                  |                                     | Modifica les dades a Wikidata |
|        | Mas de la Beneta            | masia                                                                        | la Secuita            |                      |                      | 41° 13′ 26″ N, 1° 16′ 36″ E / 41.2239592526601°N,1.27663299045624°E |                                                                                                  |                                     | Modifica les dades a Wikidata |
|        | Mas de la Gorra             | masia                                                                        | la Secuita            |                      |                      | 41° 11′ 20″ N, 1° 16′ 46″ E / 41.1887735915704°N,1.27945208334649°E |                                                                                                  |                                     | Modifica les dades a Wikidata |
|        | Mas de Martí                | masia                                                                        | la Secuita            |                      |                      | 41° 10′ 42″ N, 1° 16′ 30″ E / 41.1782957512835°N,1.27508878642165°E |                                                                                                  |                                     | Modifica les dades a Wikidata |
|        | Mas de Molins               | masia                                                                        | la Secuita            |                      |                      | 41° 13′ 58″ N, 1° 17′ 14″ E / 41.2326827950893°N,1.28719013544411°E |                                                                                                  |                                     | Modifica les dades a Wikidata |
|        | Mas de Pater                | masia                                                                        | la Secuita            |                      |                      | 41° 12′ 48″ N, 1° 18′ 07″ E / 41.2132375367304°N,1.30189215068866°E |                                                                                                  |                                     | Modifica les dades a Wikidata |
|        | Mas de Roig                 | masia                                                                        | la Secuita            |                      |                      | 41° 11′ 16″ N, 1° 16′ 55″ E / 41.1877829238702°N,1.28187466294325°E |                                                                                                  |                                     | Modifica les dades a Wikidata |
|        | Mas de Xalet                | masia                                                                        | la Secuita            |                      |                      | 41° 11′ 50″ N, 1° 16′ 04″ E / 41.1973015133273°N,1.26789968887496°E |                                                                                                  |                                     | Modifica les dades a Wikidata |
|        | Mas del Pujolet             | masia                                                                        | la Secuita            |                      |                      | 41° 11′ 29″ N, 1° 16′ 55″ E / 41.1913979275391°N,1.28207823350794°E |                                                                                                  |                                     | Modifica les dades a Wikidata |
|        | Mas Manent                  | masia                                                                        | la Secuita            |                      |                      | 41° 11′ 45″ N, 1° 15′ 40″ E / 41.195768°N,1.261199°E                | bé integrant del patrimoni cultural català                                                       | Mas Manent (la Secuita)             | Modifica les dades a Wikidata |
|        | Mas Mercadé                 | masia                                                                        | la Secuita            | 133                  |                      | 41° 12′ 13″ N, 1° 15′ 59″ E / 41.203538°N,1.266496°E                | bé integrant del patrimoni cultural català                                                       | Mas Mercadé (la Secuita)            | Modifica les dades a Wikidata |
|        | Maset de la Gaspara         | masia                                                                        | la Secuita            |                      |                      | 41° 13′ 25″ N, 1° 16′ 53″ E / 41.2236508011867°N,1.28130575692897°E |                                                                                                  |                                     | Modifica les dades a Wikidata |
|        | Maset de la Juliana         | masia                                                                        | la Secuita            |                      |                      | 41° 12′ 56″ N, 1° 16′ 58″ E / 41.2155399105177°N,1.28283028769031°E |                                                                                                  |                                     | Modifica les dades a Wikidata |
|        | Maset de Penard             | masia                                                                        | la Secuita            |                      |                      | 41° 13′ 03″ N, 1° 17′ 58″ E / 41.2176234409989°N,1.29940481492555°E |                                                                                                  |                                     | Modifica les dades a Wikidata |
|        | Maset del Pontarró          | masia                                                                        | la Secuita            |                      |                      | 41° 13′ 26″ N, 1° 17′ 19″ E / 41.2240119937125°N,1.28862141714092°E |                                                                                                  |                                     | Modifica les dades a Wikidata |
|        | Maset del Ventura           | masia                                                                        | la Secuita            |                      |                      | 41° 12′ 59″ N, 1° 16′ 56″ E / 41.2163597256994°N,1.28223626038281°E |                                                                                                  |                                     | Modifica les dades a Wikidata |
|        | Masia amb torratxa          | masia                                                                        | la Secuita            |                      |                      | 41° 12′ 42″ N, 1° 17′ 38″ E / 41.211645°N,1.293868°E                | bé integrant del patrimoni cultural català                                                       | Masia amb torratxa de l'Argilaga    | Modifica les dades a Wikidata |
|        | Masia de Domingo            | masia                                                                        | la Secuita            |                      |                      | 41° 13′ 24″ N, 1° 17′ 33″ E / 41.2233382859797°N,1.29238502059194°E |                                                                                                  |                                     | Modifica les dades a Wikidata |
|        | Masia del Jaume             | masia                                                                        | la Secuita            |                      |                      | 41° 13′ 27″ N, 1° 17′ 23″ E / 41.2241732463649°N,1.28977444079886°E |                                                                                                  |                                     | Modifica les dades a Wikidata |
|        | Masia del Sant Pare         | masia                                                                        | la Secuita            |                      |                      | 41° 13′ 28″ N, 1° 15′ 52″ E / 41.2243161995927°N,1.2644190153647°E  |                                                                                                  |                                     | Modifica les dades a Wikidata |
|        | Ca Vidal                    | masia                                                                        | Perafort              |                      |                      | 41° 11′ 27″ N, 1° 15′ 19″ E / 41.1907076133038°N,1.25533861424596°E |                                                                                                  |                                     | Modifica les dades a Wikidata |
|        | Can Gasol                   | masia                                                                        | Perafort              |                      |                      | 41° 11′ 42″ N, 1° 14′ 10″ E / 41.1948997822767°N,1.23607598985047°E |                                                                                                  |                                     | Modifica les dades a Wikidata |
|        | Can Pallarades              | masia                                                                        | Perafort              |                      |                      | 41° 11′ 41″ N, 1° 14′ 10″ E / 41.1947037105906°N,1.23621242758897°E |                                                                                                  |                                     | Modifica les dades a Wikidata |
|        | la Barquera                 | masia                                                                        | Perafort              |                      |                      | 41° 11′ 05″ N, 1° 15′ 02″ E / 41.1845905024302°N,1.25051722868333°E |                                                                                                  |                                     | Modifica les dades a Wikidata |
|        | la Casella                  | masia                                                                        | Perafort              |                      |                      | 41° 11′ 41″ N, 1° 14′ 37″ E / 41.1946103318746°N,1.2436559973549°E  |                                                                                                  |                                     | Modifica les dades a Wikidata |
|        | les Vinyes                  | masia                                                                        | Perafort              |                      |                      | 41° 11′ 23″ N, 1° 14′ 46″ E / 41.189704048418°N,1.2460188793298°E   |                                                                                                  |                                     | Modifica les dades a Wikidata |
|        | Mas Blanquet                | masia                                                                        | Perafort              | 56                   |                      | 41° 10′ 26″ N, 1° 14′ 12″ E / 41.174011111111°N,1.2366388888889°E   | bé integrant del patrimoni cultural català                                                       | Mas Blanquet (Perafort)             | Modifica les dades a Wikidata |
|        | Mas de Jurat                | masia                                                                        | Perafort              |                      |                      | 41° 10′ 16″ N, 1° 14′ 45″ E / 41.171°N,1.24584°E                    |                                                                                                  |                                     | Modifica les dades a Wikidata |
|        | Mas de Magrinyà             | masia                                                                        | Perafort              |                      |                      | 41° 11′ 32″ N, 1° 10′ 49″ E / 41.19224167°N,1.18040833°E            |                                                                                                  |                                     | Modifica les dades a Wikidata |
|        | Mas de Pallarès             | masia                                                                        | Perafort              |                      |                      | 41° 11′ 55″ N, 1° 15′ 24″ E / 41.1985735344077°N,1.2566919333934°E  |                                                                                                  |                                     | Modifica les dades a Wikidata |
|        | Mas del Sec                 | masia                                                                        | Perafort              |                      |                      | 41° 12′ 05″ N, 1° 14′ 47″ E / 41.2013978903898°N,1.24634865825701°E |                                                                                                  |                                     | Modifica les dades a Wikidata |
|        | Mas dels Quarts             | masia                                                                        | Perafort              |                      |                      | 41° 12′ 01″ N, 1° 14′ 40″ E / 41.20034222°N,1.24433889°E            |                                                                                                  | Mas dels Quarts                     | Modifica les dades a Wikidata |
|        | l'Altrera                   | masia                                                                        | Renau                 | 184                  |                      | 41° 12′ 46″ N, 1° 20′ 06″ E / 41.212640844678°N,1.3348660524687°E   |                                                                                                  |                                     | Modifica les dades a Wikidata |
|        | Mas d'en Soler              | masia                                                                        | Renau                 |                      |                      | 41° 13′ 53″ N, 1° 17′ 48″ E / 41.2314°N,1.29671°E                   |                                                                                                  |                                     | Modifica les dades a Wikidata |
|        | Mas d'en Sord               | masia                                                                        | Renau                 |                      |                      | 41° 12′ 03″ N, 1° 19′ 41″ E / 41.20084028°N,1.32805556°E            |                                                                                                  |                                     | Modifica les dades a Wikidata |
|        | Mas de l'Aleix              | masia                                                                        | Renau                 |                      |                      | 41° 13′ 01″ N, 1° 19′ 10″ E / 41.2168452757062°N,1.31940584893921°E |                                                                                                  |                                     | Modifica les dades a Wikidata |
|        | Mas de Nincles              | masia                                                                        | Renau                 |                      |                      | 41° 14′ 06″ N, 1° 18′ 01″ E / 41.235°N,1.30021°E                    |                                                                                                  |                                     | Modifica les dades a Wikidata |
|        | Mas de Pujals               | masia                                                                        | Renau                 |                      |                      | 41° 13′ 27″ N, 1° 18′ 51″ E / 41.2242704563748°N,1.31407377346356°E |                                                                                                  |                                     | Modifica les dades a Wikidata |
|        | Mas de Taret                | masia                                                                        | Renau                 |                      |                      | 41° 13′ 21″ N, 1° 18′ 48″ E / 41.2225464238527°N,1.31321139004103°E |                                                                                                  |                                     | Modifica les dades a Wikidata |
|        | Ca l'Elies                  | masia                                                                        | Roda de Berà          |                      |                      | 41° 11′ 06″ N, 1° 27′ 14″ E / 41.184936°N,1.45394°E                 | bé cultural d'interès local                                                                      | Ca l'Elies (Roda de Berà)           | Modifica les dades a Wikidata |
|        | Ca l'Oliverar               | masia                                                                        | Roda de Berà          |                      |                      | 41° 11′ 06″ N, 1° 27′ 15″ E / 41.1850725918455°N,1.45416355027944°E |                                                                                                  | Ca l'Oliverar                       | Modifica les dades a Wikidata |
|        | Ca la Martorella            | masia                                                                        | Roda de Berà          |                      |                      | 41° 11′ 10″ N, 1° 27′ 11″ E / 41.1861197741481°N,1.4529942696905°E  |                                                                                                  | Ca la Martorella                    | Modifica les dades a Wikidata |
|        | Cal Llorenç                 | masia                                                                        | Roda de Berà          |                      |                      | 41° 11′ 59″ N, 1° 26′ 46″ E / 41.1996829929489°N,1.44615141223562°E |                                                                                                  |                                     | Modifica les dades a Wikidata |
|        | Cal Piles                   | masia                                                                        | Roda de Berà          |                      |                      | 41° 10′ 32″ N, 1° 28′ 05″ E / 41.1754761842983°N,1.46806317127851°E |                                                                                                  |                                     | Modifica les dades a Wikidata |
|        | els Tres Molins             | masia                                                                        | Roda de Berà          |                      |                      | 41° 11′ 14″ N, 1° 27′ 00″ E / 41.1872951666751°N,1.44997376940169°E |                                                                                                  |                                     | Modifica les dades a Wikidata |
|        | Mas de Nin                  | masia casa forta                                                             | Roda de Berà          | 57                   |                      | 41° 11′ 00″ N, 1° 26′ 29″ E / 41.1834°N,1.44137°E                   | bé d'interès cultural bé cultural d'interès nacional                                             | Mas de Nin                          | Modifica les dades a Wikidata |
|        | Mas Garbí                   | masia                                                                        | Roda de Berà          |                      |                      | 41° 10′ 30″ N, 1° 29′ 19″ E / 41.1749897203911°N,1.48850780162528°E |                                                                                                  |                                     | Modifica les dades a Wikidata |
|        | Masia del Virgili           | masia                                                                        | Roda de Berà          |                      | ruïnós               | 41° 11′ 41″ N, 1° 28′ 29″ E / 41.194763953848°N,1.4748397431749°E   |                                                                                                  |                                     | Modifica les dades a Wikidata |
|        | el Felip                    | masia                                                                        | Salomó                |                      |                      | 41° 14′ 11″ N, 1° 21′ 29″ E / 41.236393936706°N,1.3581279096637°E   |                                                                                                  | El Felip                            | Modifica les dades a Wikidata |
|        | la Polla-rossa              | masia                                                                        | Salomó                | 248                  |                      | 41° 14′ 37″ N, 1° 21′ 33″ E / 41.243614201959°N,1.3591405154934°E   |                                                                                                  | La Polla-rossa                      | Modifica les dades a Wikidata |
|        | Mas Boronat                 | masia                                                                        | Salomó                | 219                  |                      | 41° 13′ 48″ N, 1° 23′ 41″ E / 41.2301244748593°N,1.39467460479628°E |                                                                                                  | Mas Boronat                         | Modifica les dades a Wikidata |
|        | Mas de la Costa             | masia                                                                        | Salomó                |                      |                      | 41° 13′ 35″ N, 1° 20′ 53″ E / 41.2264467956984°N,1.34800826116845°E |                                                                                                  |                                     | Modifica les dades a Wikidata |
|        | Masia del Carull            | masia                                                                        | Salomó                |                      |                      | 41° 14′ 22″ N, 1° 23′ 06″ E / 41.2395825944523°N,1.38503986687869°E |                                                                                                  | Masia del Carull                    | Modifica les dades a Wikidata |
|        | Masia del Figueres          | masia                                                                        | Salomó                |                      |                      | 41° 14′ 15″ N, 1° 21′ 39″ E / 41.2375201913751°N,1.3608434151006°E  |                                                                                                  | Masia del Figueres                  | Modifica les dades a Wikidata |
|        | Masia del Gassó             | masia                                                                        | Salomó                |                      |                      | 41° 13′ 53″ N, 1° 23′ 12″ E / 41.23152222°N,1.38661667°E            |                                                                                                  | Masia del Gassó                     | Modifica les dades a Wikidata |
|        | Masia Nova                  | masia                                                                        | Salomó                |                      |                      | 41° 14′ 00″ N, 1° 22′ 44″ E / 41.2332801175021°N,1.37882337542392°E |                                                                                                  | Masia Nova (Salomó)                 | Modifica les dades a Wikidata |
|        | Mas de l'Espinàs            | masia                                                                        | Salou                 |                      |                      | 41° 04′ 59″ N, 1° 07′ 23″ E / 41.0830776971605°N,1.12298924468371°E |                                                                                                  |                                     | Modifica les dades a Wikidata |
|        | Mas de l'Oesti              | masia                                                                        | Salou                 |                      |                      | 41° 05′ 01″ N, 1° 06′ 16″ E / 41.083609846359°N,1.10433156420393°E  |                                                                                                  |                                     | Modifica les dades a Wikidata |
|        | Mas de la Magrinyana        | masia                                                                        | Salou                 |                      |                      | 41° 05′ 12″ N, 1° 07′ 32″ E / 41.0866325699884°N,1.12556670459678°E |                                                                                                  |                                     | Modifica les dades a Wikidata |
|        | Mas de Sant Ponç            | masia                                                                        | Salou                 |                      |                      | 41° 05′ 21″ N, 1° 07′ 40″ E / 41.0892971376754°N,1.12768158307679°E |                                                                                                  |                                     | Modifica les dades a Wikidata |
|        | Mas dels Garrabens          | masia                                                                        | Salou                 |                      |                      | 41° 05′ 04″ N, 1° 07′ 09″ E / 41.0844850595639°N,1.11925872258769°E |                                                                                                  |                                     | Modifica les dades a Wikidata |
|        | Ca la Malaca                | masia                                                                        | Tarragona             |                      |                      | 41° 08′ 19″ N, 1° 18′ 19″ E / 41.1386060363802°N,1.30522492494566°E |                                                                                                  |                                     | Modifica les dades a Wikidata |
|        | Mas Bonet                   | masia                                                                        | Tarragona             |                      |                      | 41° 07′ 59″ N, 1° 14′ 18″ E / 41.133055555556°N,1.2383333333333°E   | bé cultural d'interès local                                                                      | Mas d'en Bonet                      | Modifica les dades a Wikidata |
|        | Mas Clarà                   | masia                                                                        | Tarragona             |                      |                      | 41° 09′ 29″ N, 1° 19′ 29″ E / 41.158011°N,1.324671°E                | bé cultural d'interès local                                                                      |                                     | Modifica les dades a Wikidata |
|        | Mas d'en Boter              | masia                                                                        | Tarragona             |                      |                      | 41° 07′ 42″ N, 1° 13′ 17″ E / 41.12823°N,1.22148°E                  | bé cultural d'interès local                                                                      |                                     | Modifica les dades a Wikidata |
|        | Mas d'en Garrot             | masia                                                                        | Tarragona             |                      |                      | 41° 09′ 25″ N, 1° 15′ 26″ E / 41.157009°N,1.257184°E                | bé cultural d'interès local                                                                      |                                     | Modifica les dades a Wikidata |
|        | Mas d'en Grimau             | masia                                                                        | Tarragona             |                      |                      | 41° 07′ 53″ N, 1° 19′ 51″ E / 41.131262°N,1.330695°E                | bé cultural d'interès local                                                                      | Mas d'en Grimau                     | Modifica les dades a Wikidata |
|        | Mas d'en Morató             | masia                                                                        | Tarragona             |                      |                      | 41° 08′ 40″ N, 1° 16′ 22″ E / 41.1445121017865°N,1.27290035662369°E |                                                                                                  |                                     | Modifica les dades a Wikidata |
|        | Mas d'en Pastor             | masia                                                                        | Tarragona             |                      |                      | 41° 09′ 19″ N, 1° 15′ 57″ E / 41.155182°N,1.265817°E                | bé cultural d'interès local                                                                      |                                     | Modifica les dades a Wikidata |
|        | Mas d'en Rossell            | masia                                                                        | Tarragona             |                      |                      | 41° 08′ 14″ N, 1° 16′ 46″ E / 41.1371340389086°N,1.27945623840662°E |                                                                                                  |                                     | Modifica les dades a Wikidata |
|        | Mas de Dragapans            | masia                                                                        | Tarragona             |                      |                      | 41° 07′ 56″ N, 1° 18′ 17″ E / 41.1321383691969°N,1.30459322273313°E |                                                                                                  |                                     | Modifica les dades a Wikidata |
|        | Mas de Guinovard            | masia                                                                        | Tarragona             |                      |                      | 41° 07′ 33″ N, 1° 13′ 23″ E / 41.1258309004596°N,1.22318001046425°E |                                                                                                  |                                     | Modifica les dades a Wikidata |
|        | Mas de Jover                | masia                                                                        | Tarragona             |                      |                      | 41° 08′ 41″ N, 1° 20′ 33″ E / 41.144664°N,1.342497°E                | bé cultural d'interès local                                                                      |                                     | Modifica les dades a Wikidata |
|        | Mas de l'Escriu             | masia                                                                        | Tarragona             |                      |                      | 41° 08′ 03″ N, 1° 17′ 18″ E / 41.1342326140643°N,1.28845555672472°E |                                                                                                  |                                     | Modifica les dades a Wikidata |
|        | Mas de la Comella           | masia                                                                        | Tarragona             |                      |                      | 41° 08′ 40″ N, 1° 16′ 22″ E / 41.144485°N,1.272664°E                | bé cultural d'interès local                                                                      |                                     | Modifica les dades a Wikidata |
|        | Mas de la Imma              | masia                                                                        | Tarragona             |                      |                      | 41° 08′ 35″ N, 1° 17′ 01″ E / 41.1429169538211°N,1.28368994074092°E |                                                                                                  |                                     | Modifica les dades a Wikidata |
|        | mas de la Pubilla           | masia                                                                        | Tarragona             | 33                   |                      | 41° 08′ 25″ N, 1° 18′ 40″ E / 41.140146°N,1.311144°E                | bé cultural d'interès local                                                                      | Mas de la Pubilla                   | Modifica les dades a Wikidata |
|        | Mas de la Sana              | masia                                                                        | Tarragona             |                      |                      | 41° 08′ 26″ N, 1° 16′ 42″ E / 41.140651007809°N,1.2783055406669°E   |                                                                                                  |                                     | Modifica les dades a Wikidata |
|        | Mas de les Costes           | masia                                                                        | Tarragona             |                      |                      | 41° 08′ 16″ N, 1° 21′ 20″ E / 41.137815°N,1.355466°E                | bé cultural d'interès local                                                                      |                                     | Modifica les dades a Wikidata |
|        | Mas de Maneguet             | masia                                                                        | Tarragona             | 72.95                |                      | 41° 09′ 17″ N, 1° 19′ 26″ E / 41.154628°N,1.323953°E                | bé cultural d'interès local                                                                      |                                     | Modifica les dades a Wikidata |
|        | Mas de Mansió               | masia                                                                        | Tarragona             |                      |                      | 41° 07′ 33″ N, 1° 13′ 14″ E / 41.12596°N,1.22062°E                  | bé cultural d'interès local                                                                      |                                     | Modifica les dades a Wikidata |
|        | Mas de Mascaró              | masia                                                                        | Tarragona             |                      |                      | 41° 08′ 40″ N, 1° 13′ 53″ E / 41.144444444444°N,1.2313888888889°E   | bé cultural d'interès local                                                                      | Mas de Mascaró                      | Modifica les dades a Wikidata |
|        | Mas de Patau                | masia                                                                        | Tarragona             |                      |                      | 41° 05′ 59″ N, 1° 11′ 48″ E / 41.0996649841156°N,1.19656967132833°E | bé cultural d'interès local                                                                      |                                     | Modifica les dades a Wikidata |
|        | Mas de Ponç                 | masia                                                                        | Tarragona             |                      |                      | 41° 08′ 15″ N, 1° 18′ 11″ E / 41.1376285149286°N,1.30306974053434°E |                                                                                                  |                                     | Modifica les dades a Wikidata |
|        | Mas de Pugatell             | masia                                                                        | Tarragona             |                      |                      | 41° 09′ 06″ N, 1° 20′ 50″ E / 41.151567641437°N,1.3471379848164°E   |                                                                                                  |                                     | Modifica les dades a Wikidata |
|        | Mas de Rafel                | masia                                                                        | Tarragona             |                      |                      | 41° 09′ 35″ N, 1° 18′ 11″ E / 41.159638°N,1.303023°E                | bé cultural d'interès local                                                                      |                                     | Modifica les dades a Wikidata |
|        | Mas de Sorder               | masia                                                                        | Tarragona             |                      |                      | 41° 08′ 56″ N, 1° 19′ 04″ E / 41.148979°N,1.317759°E                | bé cultural d'interès local                                                                      | Mas d'en Sorder                     | Modifica les dades a Wikidata |
|        | Mas del Frare               | masia                                                                        | Tarragona             |                      |                      | 41° 09′ 28″ N, 1° 15′ 22″ E / 41.157657°N,1.256146°E                | bé cultural d'interès local                                                                      |                                     | Modifica les dades a Wikidata |
|        | Mas del Mèdol               | masia                                                                        | Tarragona             |                      |                      | 41° 08′ 15″ N, 1° 19′ 56″ E / 41.137598°N,1.332226°E                | bé cultural d'interès local                                                                      | Mas del Mèdol                       | Modifica les dades a Wikidata |
|        | Mas del Vinagre             | masia                                                                        | Tarragona             |                      |                      | 41° 08′ 33″ N, 1° 15′ 36″ E / 41.1425960267194°N,1.25990331617002°E |                                                                                                  |                                     | Modifica les dades a Wikidata |
|        | Mas dels Arcs               | masia                                                                        | Tarragona             |                      |                      | 41° 09′ 03″ N, 1° 14′ 55″ E / 41.150938°N,1.248495°E                | bé cultural d'interès local                                                                      | Mas dels Arcs (Tarragona)           | Modifica les dades a Wikidata |
|        | Mas Granell                 | masia                                                                        | Tarragona             |                      |                      | 41° 08′ 56″ N, 1° 15′ 16″ E / 41.148974°N,1.254374°E                | bé cultural d'interès local                                                                      |                                     | Modifica les dades a Wikidata |
|        | Mas Marquès                 | masia                                                                        | Tarragona             |                      |                      | 41° 08′ 11″ N, 1° 20′ 41″ E / 41.136364°N,1.344684°E                | bé cultural d'interès local                                                                      | Mas Marquès                         | Modifica les dades a Wikidata |
|        | Mas Nou                     | masia                                                                        | Tarragona             |                      |                      | 41° 08′ 52″ N, 1° 20′ 15″ E / 41.1477766293771°N,1.33742505107645°E |                                                                                                  |                                     | Modifica les dades a Wikidata |
|        | mas Rabassa                 | masia                                                                        | Tarragona             |                      |                      | 41° 07′ 57″ N, 1° 18′ 40″ E / 41.132607°N,1.311111°E                | bé cultural d'interès local                                                                      | Mas Rabassa                         | Modifica les dades a Wikidata |
|        | Mas Rovira                  | masia                                                                        | Tarragona             |                      |                      | 41° 08′ 44″ N, 1° 16′ 54″ E / 41.1454889017777°N,1.2815971579719°E  |                                                                                                  |                                     | Modifica les dades a Wikidata |
|        | Mas Salomó                  | masia                                                                        | Tarragona             |                      |                      | 41° 08′ 33″ N, 1° 16′ 35″ E / 41.1425813843002°N,1.27629924459079°E |                                                                                                  |                                     | Modifica les dades a Wikidata |
|        | Mas Vell                    | masia                                                                        | Tarragona             |                      |                      | 41° 09′ 02″ N, 1° 20′ 12″ E / 41.150478°N,1.336536°E                | bé cultural d'interès local                                                                      |                                     | Modifica les dades a Wikidata |
|        | Mas Vila                    | masia                                                                        | Tarragona             |                      |                      | 41° 08′ 14″ N, 1° 17′ 36″ E / 41.137096°N,1.293299°E                | bé cultural d'interès local                                                                      |                                     | Modifica les dades a Wikidata |
|        | Mas Vilar                   | masia                                                                        | Tarragona             |                      |                      | 41° 08′ 34″ N, 1° 17′ 24″ E / 41.142903344052°N,1.29004122444093°E  |                                                                                                  |                                     | Modifica les dades a Wikidata |
|        | Torre del Mas de l'Hereuet  | masia casa forta                                                             | Tarragona             | 23                   |                      | 41° 08′ 15″ N, 1° 18′ 10″ E / 41.1375°N,1.3027°E                    | bé d'interès cultural bé cultural d'interès nacional                                             | Mas de l'Hereuet                    | Modifica les dades a Wikidata |
|        | Cabeces                     | masia                                                                        | Torredembarra         | 11                   |                      | 41° 09′ 06″ N, 1° 24′ 26″ E / 41.1515899968786°N,1.40711512829686°E |                                                                                                  | Cabeces (Torredembarra)             | Modifica les dades a Wikidata |
|        | Cal Pastoret del Pins       | masia                                                                        | Torredembarra         |                      |                      | 41° 09′ 33″ N, 1° 26′ 08″ E / 41.1591947849708°N,1.43554729767661°E |                                                                                                  |                                     | Modifica les dades a Wikidata |
|        | Cal Serafí                  | masia                                                                        | Torredembarra         | 18                   |                      | 41° 08′ 44″ N, 1° 23′ 43″ E / 41.1456058938017°N,1.39521288561317°E |                                                                                                  | Cal Serafí (Torredembarra)          | Modifica les dades a Wikidata |
|        | Can Bofill                  | masia                                                                        | Torredembarra         | 2                    |                      | 41° 08′ 43″ N, 1° 24′ 55″ E / 41.1452903543228°N,1.41535856583706°E |                                                                                                  | Cal Bofill                          | Modifica les dades a Wikidata |
|        | Mas del Xitot               | masia                                                                        | Torredembarra         |                      |                      | 41° 08′ 34″ N, 1° 23′ 49″ E / 41.1426402959393°N,1.39700102898384°E |                                                                                                  |                                     | Modifica les dades a Wikidata |
|        | Caseta de l'Alzina          | masia                                                                        | Vespella de Gaià      |                      |                      | 41° 12′ 35″ N, 1° 23′ 08″ E / 41.2096594576851°N,1.38564488739239°E |                                                                                                  |                                     | Modifica les dades a Wikidata |
|        | Caseta de les Rocasses      | masia                                                                        | Vespella de Gaià      | 147                  | en perill            | 41° 12′ 47″ N, 1° 21′ 37″ E / 41.2129834380861°N,1.36016795493612°E |                                                                                                  | Caseta de les Rocasses              | Modifica les dades a Wikidata |
|        | Caseta del Saies            | masia                                                                        | Vespella de Gaià      |                      |                      | 41° 12′ 40″ N, 1° 20′ 55″ E / 41.2109902707507°N,1.34864772280554°E |                                                                                                  |                                     | Modifica les dades a Wikidata |
|        | el Manou                    | masia                                                                        | Vespella de Gaià      |                      |                      | 41° 12′ 44″ N, 1° 22′ 40″ E / 41.212353279253°N,1.377814089217°E    |                                                                                                  | El Manou (Vespella de Gaià)         | Modifica les dades a Wikidata |
|        | el Masió                    | masia                                                                        | Vespella de Gaià      |                      |                      | 41° 12′ 03″ N, 1° 19′ 58″ E / 41.200901122881°N,1.332778556731°E    |                                                                                                  |                                     | Modifica les dades a Wikidata |
|        | Mas d'en Blanc              | masia                                                                        | Vespella de Gaià      |                      |                      | 41° 12′ 29″ N, 1° 21′ 14″ E / 41.2081719899168°N,1.35375193973839°E |                                                                                                  |                                     | Modifica les dades a Wikidata |
|        | Mas d'en Noi                | masia                                                                        | Vespella de Gaià      | 183                  |                      | 41° 13′ 18″ N, 1° 22′ 18″ E / 41.2216589805477°N,1.37169012974647°E |                                                                                                  | Mas d'en Noi                        | Modifica les dades a Wikidata |
|        | Mas d'en Pallars            | masia                                                                        | Vespella de Gaià      |                      |                      | 41° 11′ 12″ N, 1° 20′ 55″ E / 41.186717951388°N,1.3486387835618°E   |                                                                                                  |                                     | Modifica les dades a Wikidata |
|        | Mas d'en Planes             | masia                                                                        | Vespella de Gaià      |                      |                      | 41° 11′ 32″ N, 1° 21′ 33″ E / 41.1921967714931°N,1.35907710053063°E |                                                                                                  |                                     | Modifica les dades a Wikidata |
|        | Mas d'en Rull               | masia                                                                        | Vespella de Gaià      |                      |                      | 41° 11′ 44″ N, 1° 20′ 29″ E / 41.1954746552625°N,1.34141773131589°E |                                                                                                  |                                     | Modifica les dades a Wikidata |
|        | Mas de Flavià               | masia                                                                        | Vespella de Gaià      |                      |                      | 41° 11′ 52″ N, 1° 21′ 05″ E / 41.1977716621221°N,1.35146058169817°E |                                                                                                  |                                     | Modifica les dades a Wikidata |
|        | Mas de l'Orpí               | masia                                                                        | Vespella de Gaià      |                      |                      | 41° 13′ 01″ N, 1° 20′ 56″ E / 41.2169289684487°N,1.34884426783602°E |                                                                                                  |                                     | Modifica les dades a Wikidata |
|        | Mas de la Sort              | masia                                                                        | Vespella de Gaià      |                      |                      | 41° 11′ 41″ N, 1° 22′ 00″ E / 41.1946091516615°N,1.3665652933961°E  |                                                                                                  |                                     | Modifica les dades a Wikidata |
|        | Mas de les Nuges            | masia                                                                        | Vespella de Gaià      | 136                  |                      | 41° 13′ 09″ N, 1° 22′ 01″ E / 41.2190591945587°N,1.36683974316692°E |                                                                                                  | Mas de les Aluges                   | Modifica les dades a Wikidata |
|        | Mas de les Picòrdies        | masia                                                                        | Vespella de Gaià      |                      |                      | 41° 12′ 52″ N, 1° 20′ 45″ E / 41.2144555703205°N,1.34596014752246°E |                                                                                                  |                                     | Modifica les dades a Wikidata |
|        | Mas de Llagostera           | masia                                                                        | Vespella de Gaià      |                      |                      | 41° 10′ 49″ N, 1° 21′ 17″ E / 41.18019722°N,1.35458889°E            |                                                                                                  |                                     | Modifica les dades a Wikidata |
|        | Mas de Mestre               | masia                                                                        | Vespella de Gaià      | 101                  |                      | 41° 11′ 48″ N, 1° 21′ 31″ E / 41.1967843417432°N,1.3586405225679°E  |                                                                                                  | Mas de Mestre (Vespella de Gaià)    | Modifica les dades a Wikidata |
|        | Mas de Reverter             | masia                                                                        | Vespella de Gaià      |                      |                      | 41° 11′ 31″ N, 1° 21′ 03″ E / 41.1920254055173°N,1.35086546517481°E |                                                                                                  |                                     | Modifica les dades a Wikidata |
|        | Mas del Cadernal            | masia                                                                        | Vespella de Gaià      |                      |                      | 41° 13′ 10″ N, 1° 21′ 18″ E / 41.219333851977°N,1.35513019349468°E  |                                                                                                  | Mas del Cadernal                    | Modifica les dades a Wikidata |
|        | Mas Gatell                  | masia                                                                        | Vespella de Gaià      | 205                  |                      | 41° 13′ 06″ N, 1° 23′ 24″ E / 41.2182416731534°N,1.39001463990303°E |                                                                                                  | Mas Gatell                          | Modifica les dades a Wikidata |
|        | Mas Blanc                   | masia                                                                        | Vila-seca             |                      |                      | 41° 05′ 57″ N, 1° 06′ 21″ E / 41.0990444016157°N,1.10572143431712°E |                                                                                                  |                                     | Modifica les dades a Wikidata |
|        | Mas Borrull                 | masia                                                                        | Vila-seca             |                      |                      | 41° 05′ 59″ N, 1° 06′ 18″ E / 41.0997245264796°N,1.10490408672545°E |                                                                                                  |                                     | Modifica les dades a Wikidata |
|        | Mas Cavaller                | masia                                                                        | Vila-seca             |                      |                      | 41° 05′ 42″ N, 1° 07′ 21″ E / 41.0949504684082°N,1.1224964267402°E  |                                                                                                  |                                     | Modifica les dades a Wikidata |
|        | Mas d'Albert                | masia                                                                        | Vila-seca             |                      |                      | 41° 05′ 48″ N, 1° 08′ 49″ E / 41.0966537388256°N,1.14702382119811°E |                                                                                                  |                                     | Modifica les dades a Wikidata |
|        | Mas d'en Gil                | masia                                                                        | Vila-seca             |                      |                      | 41° 07′ 06″ N, 1° 08′ 03″ E / 41.1182087815998°N,1.1342089399834°E  |                                                                                                  |                                     | Modifica les dades a Wikidata |
|        | Mas d'en Just               | masia                                                                        | Vila-seca             |                      |                      | 41° 07′ 48″ N, 1° 07′ 24″ E / 41.1300553335523°N,1.12323497252801°E |                                                                                                  |                                     | Modifica les dades a Wikidata |
|        | Mas de Blasi                | masia edifici                                                                | Vila-seca             |                      |                      | 41° 06′ 28″ N, 1° 06′ 26″ E / 41.107691134802°N,1.10734256271301°E  |                                                                                                  |                                     | Modifica les dades a Wikidata |
|        | Mas de Fontana              | masia                                                                        | Vila-seca             |                      |                      | 41° 05′ 59″ N, 1° 07′ 18″ E / 41.0997935118031°N,1.12176309545632°E |                                                                                                  |                                     | Modifica les dades a Wikidata |
|        | Mas de Guardiola            | masia                                                                        | Vila-seca             |                      |                      | 41° 05′ 33″ N, 1° 10′ 50″ E / 41.0925332023132°N,1.18066754423313°E |                                                                                                  |                                     | Modifica les dades a Wikidata |
|        | Mas de l'Esquerret          | masia                                                                        | Vila-seca             |                      |                      | 41° 05′ 03″ N, 1° 10′ 10″ E / 41.0842496044797°N,1.16950327105877°E |                                                                                                  |                                     | Modifica les dades a Wikidata |
|        | Mas de la Senyora Tuies     | masia                                                                        | Vila-seca             |                      |                      | 41° 05′ 48″ N, 1° 07′ 58″ E / 41.0967847717664°N,1.13282703980676°E |                                                                                                  |                                     | Modifica les dades a Wikidata |
|        | Mas de Larrard Nou          | masia                                                                        | Vila-seca             |                      |                      | 41° 07′ 45″ N, 1° 08′ 14″ E / 41.129229496861°N,1.13727990624033°E  |                                                                                                  |                                     | Modifica les dades a Wikidata |
|        | Mas de Mata                 | masia                                                                        | Vila-seca             |                      |                      | 41° 07′ 42″ N, 1° 07′ 35″ E / 41.1282980369903°N,1.12650147952298°E |                                                                                                  |                                     | Modifica les dades a Wikidata |
|        | Mas de Puig                 | masia                                                                        | Vila-seca             |                      |                      | 41° 06′ 30″ N, 1° 06′ 21″ E / 41.1082708634004°N,1.10589682883126°E |                                                                                                  |                                     | Modifica les dades a Wikidata |
|        | Mas de Ramon                | masia                                                                        | Vila-seca             |                      |                      | 41° 05′ 34″ N, 1° 05′ 43″ E / 41.0928182450865°N,1.09522048362847°E |                                                                                                  |                                     | Modifica les dades a Wikidata |
|        | Mas de Tarragó              | masia                                                                        | Vila-seca             |                      |                      | 41° 07′ 40″ N, 1° 07′ 44″ E / 41.1276609313541°N,1.12886637765963°E |                                                                                                  |                                     | Modifica les dades a Wikidata |
|        | Mas de Vinyau               | masia                                                                        | Vila-seca             |                      |                      | 41° 06′ 28″ N, 1° 05′ 56″ E / 41.1077231999627°N,1.09889822794949°E |                                                                                                  |                                     | Modifica les dades a Wikidata |
|        | Mas del Barber              | masia                                                                        | Vila-seca             |                      |                      | 41° 07′ 26″ N, 1° 07′ 34″ E / 41.1240041769968°N,1.12611143665922°E |                                                                                                  |                                     | Modifica les dades a Wikidata |
|        | Mas del Gual                | masia                                                                        | Vila-seca             |                      |                      | 41° 05′ 48″ N, 1° 06′ 19″ E / 41.0965857564286°N,1.10519674897198°E |                                                                                                  |                                     | Modifica les dades a Wikidata |
|        | Mas del Juma                | masia                                                                        | Vila-seca             |                      |                      | 41° 06′ 32″ N, 1° 06′ 33″ E / 41.1087583650628°N,1.10925308846228°E |                                                                                                  |                                     | Modifica les dades a Wikidata |
|        | Mas del Parici              | masia                                                                        | Vila-seca             |                      |                      | 41° 06′ 47″ N, 1° 06′ 02″ E / 41.1129576311921°N,1.10060511346247°E |                                                                                                  |                                     | Modifica les dades a Wikidata |
|        | Mas del Senyor Andreu       | masia                                                                        | Vila-seca             |                      |                      | 41° 07′ 07″ N, 1° 08′ 25″ E / 41.1186778512299°N,1.14037741930108°E |                                                                                                  |                                     | Modifica les dades a Wikidata |
|        | Mas del Tassis              | masia                                                                        | Vila-seca             |                      |                      | 41° 07′ 15″ N, 1° 07′ 39″ E / 41.1207758958238°N,1.12754927016221°E |                                                                                                  |                                     | Modifica les dades a Wikidata |
|        | Mas del Tàpies              | masia                                                                        | Vila-seca             |                      |                      | 41° 06′ 58″ N, 1° 07′ 37″ E / 41.116037971074°N,1.12699315441589°E  |                                                                                                  |                                     | Modifica les dades a Wikidata |
|        | Mas del Xano                | masia                                                                        | Vila-seca             |                      |                      | 41° 05′ 52″ N, 1° 07′ 50″ E / 41.097814889078°N,1.1305862880107°E   |                                                                                                  |                                     | Modifica les dades a Wikidata |
|        | Torre de Mas Carboners      | torre de sentinella masia                                                    | Vila-seca             | 12                   |                      | 41° 05′ 41″ N, 1° 10′ 05″ E / 41.094825°N,1.16815°E                 | bé d'interès cultural bé cultural d'interès nacional                                             | Mas de Carboners                    | Modifica les dades a Wikidata |
|        | Torre del Mas de Ramon      | masia                                                                        | Vila-seca             |                      |                      | 41° 05′ 40″ N, 1° 05′ 43″ E / 41.0943863596279°N,1.09527042462906°E |                                                                                                  |                                     | Modifica les dades a Wikidata |
|        | Torre Rodona                | masia                                                                        | Vila-seca             |                      |                      | 41° 05′ 34″ N, 1° 05′ 45″ E / 41.092801074256°N,1.09581628973228°E  |                                                                                                  |                                     | Modifica les dades a Wikidata |
|        | Xalet del Gómez             | masia                                                                        | Vila-seca             |                      |                      | 41° 06′ 53″ N, 1° 08′ 10″ E / 41.1147176086791°N,1.13610626794078°E |                                                                                                  |                                     | Modifica les dades a Wikidata |
|        | la Montoliva                | masia                                                                        | Vilallonga del Camp   |                      |                      | 41° 12′ 31″ N, 1° 11′ 07″ E / 41.2087°N,1.18515°E                   | bé integrant del patrimoni cultural català                                                       |                                     | Modifica les dades a Wikidata |
|        | Mas de Cantó                | masia                                                                        | Vilallonga del Camp   |                      |                      | 41° 13′ 19″ N, 1° 10′ 22″ E / 41.221942°N,1.172721°E                | bé integrant del patrimoni cultural català                                                       |                                     | Modifica les dades a Wikidata |
|        | Mas de l'Ignasi             | masia                                                                        | Vilallonga del Camp   |                      |                      | 41° 12′ 44″ N, 1° 11′ 40″ E / 41.2122°N,1.19438°E                   |                                                                                                  |                                     | Modifica les dades a Wikidata |
|        | Mas de Serra                | masia                                                                        | Vilallonga del Camp   |                      |                      | 41° 12′ 56″ N, 1° 11′ 00″ E / 41.21543°N,1.183299°E                 | bé integrant del patrimoni cultural català                                                       |                                     | Modifica les dades a Wikidata |
|        | Mas Llorigó                 | masia                                                                        | Vilallonga del Camp   |                      |                      | 41° 12′ 57″ N, 1° 11′ 29″ E / 41.215908°N,1.191524°E                | bé integrant del patrimoni cultural català                                                       |                                     | Modifica les dades a Wikidata |
|        | Mas Reig                    | masia                                                                        | Vilallonga del Camp   |                      |                      | 41° 13′ 06″ N, 1° 11′ 39″ E / 41.218281°N,1.194146°E                | bé integrant del patrimoni cultural català                                                       |                                     | Modifica les dades a Wikidata |
|        | Maset de la Catalina        | masia                                                                        | Vilallonga del Camp   |                      |                      | 41° 12′ 48″ N, 1° 11′ 30″ E / 41.213322595858°N,1.19155422741553°E  |                                                                                                  |                                     | Modifica les dades a Wikidata |
|        | Masia d'Andorra             | masia                                                                        | Vilallonga del Camp   |                      |                      | 41° 12′ 26″ N, 1° 12′ 03″ E / 41.2072872814454°N,1.2007253868449°E  |                                                                                                  |                                     | Modifica les dades a Wikidata |
|        | Masia d'Oliveró             | masia                                                                        | Vilallonga del Camp   |                      |                      | 41° 12′ 36″ N, 1° 12′ 04″ E / 41.2100769898587°N,1.20113796460322°E |                                                                                                  |                                     | Modifica les dades a Wikidata |
|        | Masia de Senan              | masia                                                                        | Vilallonga del Camp   |                      |                      | 41° 12′ 15″ N, 1° 12′ 11″ E / 41.2040363918737°N,1.20308049133464°E |                                                                                                  |                                     | Modifica les dades a Wikidata |